# Hyphoderma acutocystis
Hyphoderma acutocystis är en svampart som beskrevs av Boidin & Gilles 1991. Hyphoderma acutocystis ingår i släktet Hyphoderma och familjen Meruliaceae.   Inga underarter finns listade i Catalogue of Life.